# Activités abandonnées de Carrefour
Au fil des années, le groupe Carrefour, parallèlement à son expansion, a cédé certaines activités jugées peu rentables, peu stratégiques ou encore trop éloignées de l’activité principale du groupe.
Il est possible de distinguer trois grandes phases de cessions effectuées par le groupe :
- La première représente des essais non concluants d’ouverture à certains pays, comme l’Allemagne ou les États-Unis.
- Une phase immédiatement postérieure à la fusion avec Continent en 1999, où certains actifs ont dû être cédés pour des raisons de concurrence. C’est le cas de certains hypermarchés français et espagnols ou encore les 42 % de détention dans Cora. Par ailleurs, un nettoyage sélectif dans le portefeuille d’activités a été effectué. Ce qui a amené les dirigeants à se séparer du Chili où Carrefour avait une position trop faible, des hypermarchés de Hong Kong ou encore de Carrefour Optique.
- Enfin, la troisième phase et la plus importante dans l’histoire du groupe est initiée par José-Luis Duran, qui a engagé un désinvestissement dans les activités non rentables ou pour lesquelles la part de marché du groupe est trop faible, le groupe n'est pas dans les trois premières places au palmarès des distributeurs (comme le Japon, la Tchéquie, la Suisse ou le Mexique par exemple). En outre, certaines ventes telles les activités coréennes ont été effectuées par simple opportunité financière. Une véritable gestion financière des actifs en fonction de leur contribution au groupe a donc été opérée.

## Par pays

### Algérie
Carrefour a quitté l'Algérie à la fin de l'année 2008 après un accord rompu avec Ardis. Carrefour avait ouvert un hypermarché et avait comme objectif d'en ouvrir 18 d'ici 2012. Le groupe Carrefour explique se retirer de l'Algérie du fait de la forte concurrence du commerce traditionnel dans ce pays ainsi que de la difficulté d'approvisionnement qu'a noté la direction.
Carrefour a rouvert un hypermarché à Alger.

### Allemagne
Carrefour n'a jamais eu de magasins en Allemagne.
Par contre, Promodès (qui fusionnera ensuite avec Carrefour) a eu une cinquantaine d'hypermarchés à l'enseigne Continent issus du rachat en 1990 de Plaza, ancienne filiale des Coop. Promodès a revendu en 1997 ces hypermarchés à Spar Allemagne, qui à la suite de ce rachat s'est trouvé en difficulté et a été repris par Intermarché France, qui a revendu ces hypermarchés au groupe américain Wal-Mart, lequel vient de s'en dé-saisir en les revendant à Métro fin 2006.
Ces hypermarchés devraient prendre prochainement l'enseigne Real.

### Autriche
Longtemps, le plus grand hypermarché du pays fut la propriété Carrefour. Il a ouvert en 1976 au sein du centre commercial Shopping City Sud à Vösendorf. En 1978, Kastner et Öhler reprennent 51 % du capital et ces 51 % seront ensuite rachetés par le groupe Metro quelques années plus tard. En octobre 1990, Carrefour revend le reste de ses parts à Metro et le magasin change alors de nom pour s'appeler Huma.

### Chili
Le groupe a pris la décision en 2003 de vendre ses sept magasins au groupe Distribution y Servicios, constatant que sa part de marché ne dépassait pas 2,8 %. Les investissements auraient dû y être trop importants pour atteindre une position de leader.

### Corée du Sud
En avril 2006, le groupe cède ses activités sud-coréennes (c’est-à-dire 32 hypermarchés et les 24 galeries commerciales) à E-Land pour un montant d'1,5 milliard d'euros. Le chiffre d’affaires de Carrefour dans le pays était 1,4 milliard d'euros HT en 2005.

### Hong Kong
En 2000, la fermeture de quatre magasins hongkongais est effectuée, après une entrée sur ce marché quatre ans plus tôt.

### États-Unis
Deux hypermarchés ont été ouverts aux États-Unis, le premier à Philadelphie en mars 1988, le second à Voorhees Township dans le New Jersey en 1992. Ils ont été fermés en 1993, n'étant pas rentables.

### Japon

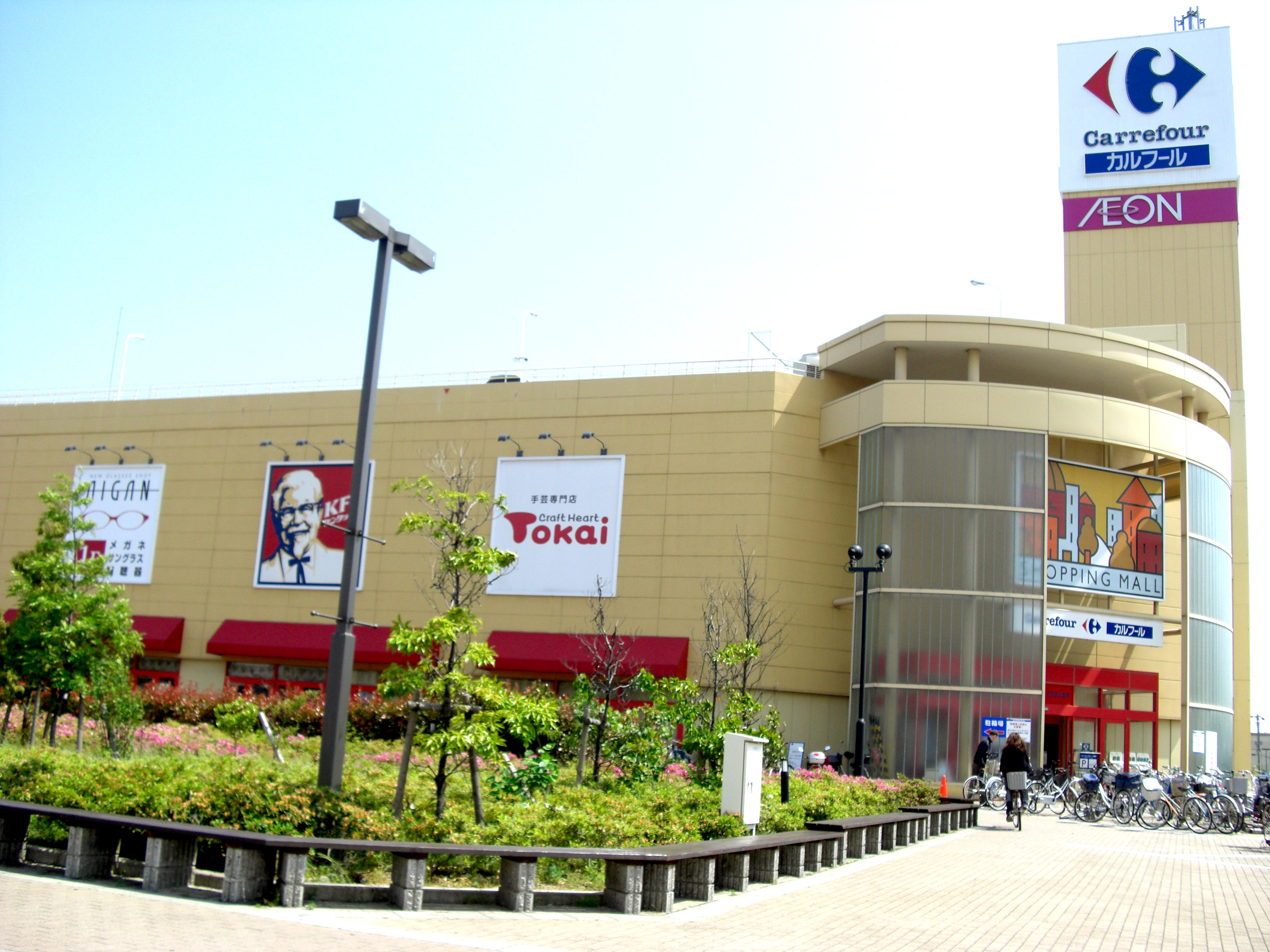
Carrefour à Amagasaki
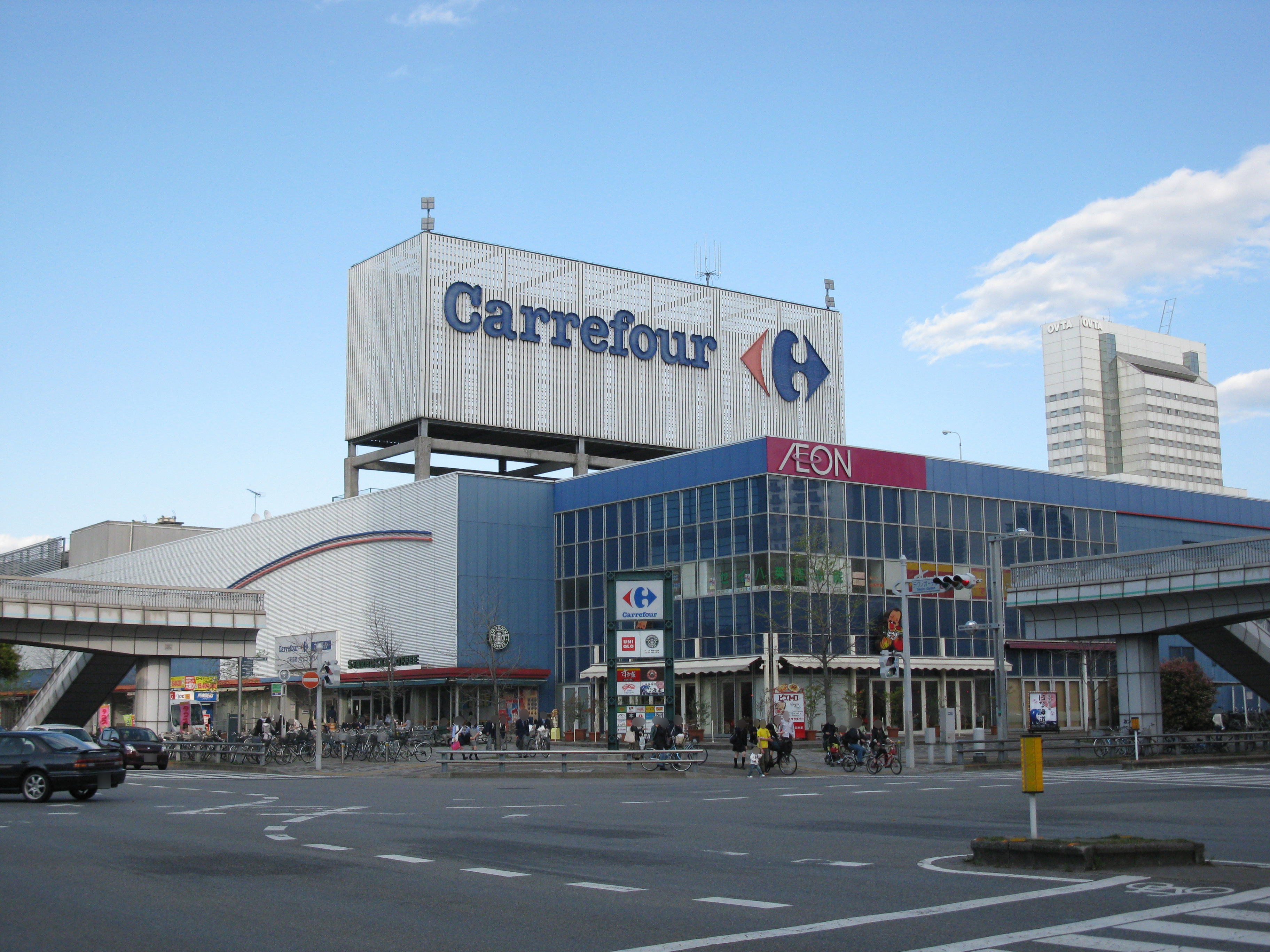
Carrefour Makuhari
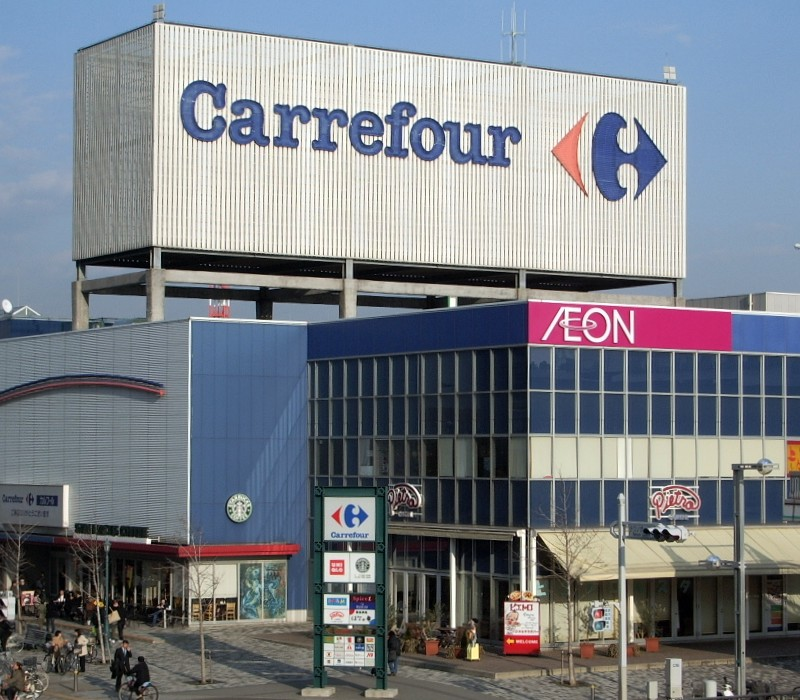
autre photo du Carrefour Makuhari
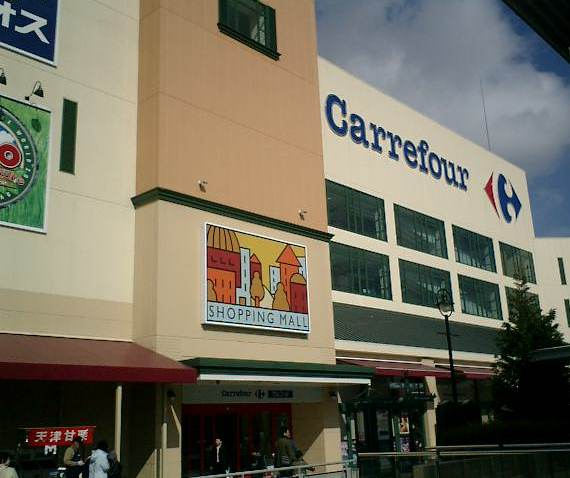
Carrefour à Minoh, au  Japon.
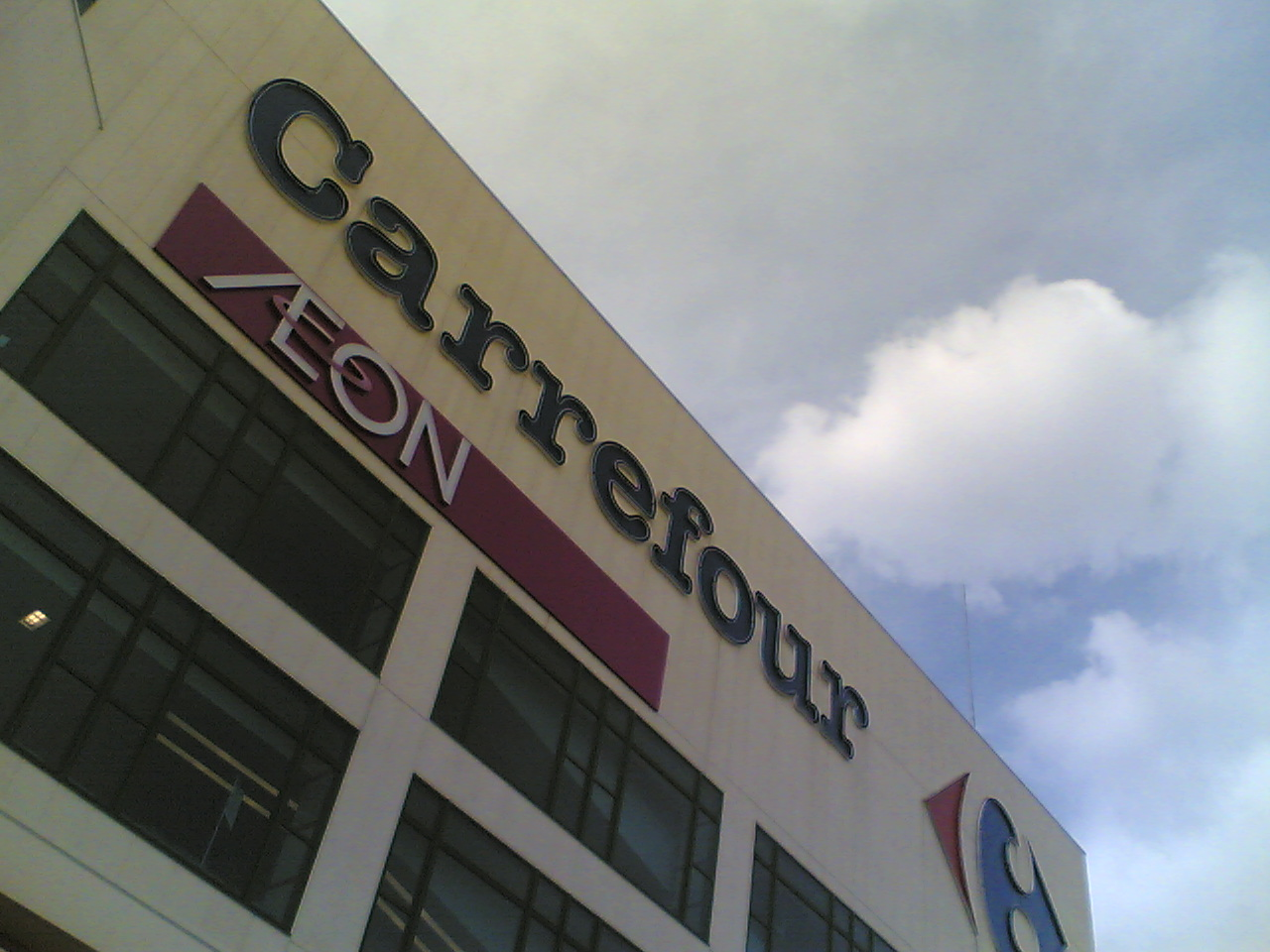
Autre photo du Carrefour à Minoh

### Mexique
Le 10 mars 2005, le groupe Carrefour annonce la vente de ses actifs, soit 29 hypermarchés et 2 projets d'hypermarchés à un groupe local de distribution, Chedraui. Cette vente fait suite à l'annonce par le groupe en septembre 2004 de la cession de ses actifs non stratégiques ou insuffisamment rentables

### Norvège
Carrefour annonce le 7 octobre 2003 avoir signé avec le groupe norvégien Norgesgruppen un accord d'approvisionnement pour l'ensemble de ses magasins et un contrat de franchise à la suite duquel les magasins Meny et Ultra prendraient l'enseigne Champion. Toutefois ce partenariat a été rompu en 2005 pour divergences sur la stratégie à adopter[réf. nécessaire].

### Portugal
Le 27 juillet 2007, le groupe annonce la cession d'activités dans ce pays au groupe Sonae, pour une valeur d'entreprise de 662 millions d'euros. Sont concernés les 12 hypermarchés Carrefour ainsi que huit stations services.

### TchéquieetSlovaquie
Dans le cadre de la revue stratégique des actifs initiée par José-Luis Duran, le groupe a procédé à un échange d'actif avec Tesco, récupérant en échange des magasins à Taïwan. Toutefois à la suite d'une revue effectuée par les autorités de la concurrence, Tesco ne pourrait pas racheter les actifs slovaques. Le 1er juin 2007 toutefois, le groupe annonce un accord de vente de ses quatre hypermarchés de Slovaquie aux sociétés ICS et ECM Group MV.
Le groupe a conservé 4 hypermarchés en Slovaquie, 2 à Bratislava, 1 à Košice et 1 à Žilina.

### Royaume-Uni
Le premier Carrefour du Royaume-Uni a été inauguré en 1972 à Caerphilly au Pays de Galles[réf. nécessaire]. Carrefour UK était détenu uniquement à hauteur de 10 % par le groupe[réf. nécessaire].
Les actifs britanniques du groupe ont été rachetés dans les années 1980 par Dee dee Corporation, devenue ensuite Gateway Corporation puis Somerfield[réf. nécessaire]. Les implantations des Carrefour se situaient entre autres à Bristol, Eastleigh, Swindon, Caerphilly, Minworth et Telford[réf. nécessaire].

### Russie
En 2007, le groupe annonce son intention de s'implanter en Russie. Le premier magasin Carrefour est ouvert à Moscou le 18 juin 2009, en pleine crise financière mondiale. Carrefour compte sur ce contexte pour éliminer ses concurrents les plus faibles. Le 10 septembre de la même année, un nouveau magasin est ouvert à Krasnodar (sud de la Russie).[réf. nécessaire]
En octobre 2009 (4 mois environ après l'ouverture du premier magasin), Carrefour annonce la vente de ses activités en Russie. Les raisons officielles sont le manque de perspectives à court et moyen-terme (en effet d'autres chaînes étrangères sont déjà présentes sur le marché russe depuis longtemps, comme Auchan). Cependant, certains analystes considèrent que ce sont les actionnaires qui ont fait pression sur le groupe pour qu'il se retire.[réf. nécessaire]

### Suisse
Le groupe Carrefour a tenté par deux fois de conquérir le marché suisse. La première fois, jusqu'en 1991, Carrefour finit par revendre ses deux uniques surfaces de Romanel-sur-Lausanne et Brügg à Migros faute d'avoir pu reproduire son concept en Suisse (grandes surfaces, beaucoup de places de stationnement).
Une seconde incursion débute dans les années 2000. Le 2 octobre 2000 une alliance de coopération fut signée entre les groupes Carrefour et Maus. Cela permet à Carrefour de racheter d'abord 40 % du capital-action des Hypermarchés Jumbo. Les magasins alimentaires Jumbo changent alors de nom et deviennent Carrefour. Les magasins de bricolage conservent la marque Jumbo et demeurent la propriété à 100 % du groupe Maus. La participation du groupe Carrefour sera portée par la suite à 50 %. Ses principaux concurrents sont Migros, Coop et Manor qui est également propriété du groupe Maus.
Carrefour compte dès lors douze magasins implantés à Bienne, Canobbio, Conthey, Dietlikon, Heimberg, Hinwil, La Chaux-de-Fonds, Losone, Schönbühl, Vernier, Villars-sur-Glâne et Viège. Le siège pour la Suisse est situé à Dietlikon.
En 2006, Carrefour employait 2 294 personnes en Suisse. En 2005 son chiffre d’affaires était 1,050 milliard de francs suisses.
Le mardi 21 août 2007, les groupes Carrefour et Maus annoncent la cession de Carrefour au groupe Coop pour une valeur de 470 millions de francs suisses. Avec un volume de marché de 1,1 %, Carrefour était loin d'occuper la troisième, voire la deuxième place sur le marché suisse. Le groupe avait également à nouveau rencontré des difficultés pour pouvoir construire de grandes surfaces commerciales et n'avait donc pas pu mener à bien son projet d'ouvrir jusqu'à dix nouveaux magasins. Les perspectives d'expansions sur le marché Suisse étaient également réduite avec l'arrivée des discounters allemands Aldi et Lidl.
La commission fédérale de la concurrence a donné son aval au rachat le 27 mars 2008 avec quelques conditions[réf. nécessaire]. Le rachat est effectif depuis 1er avril 2008[réf. nécessaire].

## Par famille de produits

### Picard Surgelés
Le 20 février 2001, Carrefour annonce la cession des 73,69 % qu'il détenait de Picard Surgelés à un consortium mené par Candover et Chevrillon pour un montant de 624 millions d'euros. La plus-value comptable dégagée est estimée à 335 millions d'euros.

### Cora
Après avoir pris une participation de 33,4 % de Cora en 1996, puis être monté jusqu'à 42 % du capital du groupe de distribution de l'est de la France, Carrefour a cédé sa participation à la Deutsche Bank en 2002, afin de se mettre en conformité avec les exigences des autorités de la concurrence.[Lesquelles ?]

### Optique Carrefour

Logo d'Optique Carrefour

Le 23 juin 2003 est annoncée la vente des magasins Optique Carrefour à Alain Afflelou et Apax Partners [pourquoi ?]. 68 magasins en France et 68 magasins en Espagne avaient été créés.

### Prodirest

Logo de Prodirest

Le 21 juillet 2005 est annoncée la cession de Prodirest, un distributeur français de produits alimentaires à la restauration collective et institutionnelle.

### Puntocash

Logo de Puntocash

Le 22 décembre 2005, le groupe annonce la cession de l'enseigne de libre-service de gros espagnole Puntocash au groupe Miquel Alimentació, soit 29 magasins d'une surface moyenne de 2 500 m2.

### Stations de lavage
Le groupe Hypromat-Éléphant Bleu[réf. souhaitée] a fait l'acquisition du réseau de stations de lavage de Carrefour qui compte 162 pistes de lavage répartis sur 35 sites d’hypermarchés.

### Participations financières
Au fil des années, Carrefour a cédé diverses participations dont BUT dans laquelle il détenait jusqu'à 47 % du capital entre 1987 et 1993.
De même le groupe avait tenté une incursion en Afrique du Sud par l'acquisition d'environ 10 % du capital d'entreprises locales.[réf. nécessaire]

### Produits
Les produits libres, MDD, lancés en avril 1976 et remplacés en 1985 par les produits Carrefour.[pas clair][Quoi ?]

### DIA
Dia devint indépendant le 1er juillet 2011.